# 169 (numero)
Centosessantanove (169) è il numero naturale dopo il 168 e prima del 170.

## Proprietà matematiche
- È un numero dispari.
- È un numero composto, e più specificamente è il quadrato del numero 13: {\displaystyle 13x13=169}. Inoltre {\displaystyle 31x31=961} (la precedente moltiplicazione letta al contrario).
- È un numero difettivo.
- È uno dei pochi quadrati a essere un numero esagonale centrato; è inoltre anche un numero ottagonale centrato.
- È un numero di Markov.
- È un numero difettivo. Infatti, {\displaystyle 1+13=14<169}
- 169 è la somma di sette numeri primi consecutivi: 13 + 17 + 19 + 23 + 29 + 31 + 37 = 169.
- È un numero potente.
- È parte delle terne pitagoriche (65, 156, 169), (119, 120, 169), (169, 1092, 1105), (169, 14280, 14281).
- È un numero palindromo nel sistema posizionale a base 12 (121).
- È un numero fortunato.

## Astronomia
- 169P/NEAT è una cometa periodica del sistema solare.
- 169 Zelia è un asteroide della fascia principale del sistema solare.
- Gliese 169 è una stella arancione della sequenza principale (K7 V) della costellazione del Toro.
- Sayh al Uhaymir 169 è un meteorite lunare da 206 g rinvenuto nell'Oman.

## Astronautica
- Cosmos 169 è un satellite artificiale russo.